# ドロシー・トイ・フォン
ドロシー・トイ・フォン（Dorothy Toy Fong,1917年5月28日 - 2019年7月10日）は、アメリカ合衆国のダンサーである。1930年代に中国系のステージネームを名乗り、中国系のダンサー、ポール・ウィン（Paul Wing,1912年10月14日 - 1997年4月28日）と「トイとウィン」 (en) というペアを組んでタップダンサーとして活動した。太平洋戦争の開戦により、日系人である彼女は一時仕事を失ったが、終戦後に公演活動を再開して1970年代まで舞台に立った。

## 生涯
サンフランシスコの生まれ。本名はシゲコ・タカハシ（Shigeko Takahashi）といい、日系の家庭の出であった。両親がレストランを経営するロサンゼルスで育ち、ヘレンという名の姉妹がいた。彼女の娘の話では、カトリック系の学校に通っている間に「ドロシー」と名乗り始めたという。
彼女はプロとしての活動を始める前に、バレエとタップダンスを学んだ。幼い頃から彼女はポアント（つま先）で踊っていた。レストランのある通りの向かい側にはボードビル劇場があって、その劇場の支配人が彼女の踊りを見て、ダンスのレッスンを勧めた。ロシアのバレエ教師に教えを受けた際に、彼女はコサックダンスなどのアクロバティックな技巧を習得した。
日本が軍国主義への傾斜を深めつつあった1930年代、彼女は中国系のステージネーム「ドロシー・トイ」（Dorothy Toy）を名乗った。彼女が中国名を使ったのは、当時日本人があまり好きではなかったという他に、より短く紙に表示しやすいという理由があった。1934年、彼女とヘレンはディック・パウエルとジョセフィン・ハチンソン (en) 主演の映画『春の夜明け（Happiness Ahead）』 (en) のダンスシーンに出演した。
この映画には中国系のタップダンサー、ポール・ウィンも出演していた。1936年にトイが高校を卒業すると、トイとヘレン、そしてウィンは「ザ・スリー・マージャンズ」（The Three Majong’s）というグループを結成してシカゴで活動することになった。後にヘレンは歌手の道を選んだが、トイはウィンとともに活動を続け、「トイとウィン」というペアを組んだ。優雅さと大胆さを両立させた2人のパフォーマンスは好評を博し、「中国のアステアとロジャース」と称賛された。
トイとウィンは、ニューヨークのパラマウント劇場などでヘッドライナー を務め、1939年にはロンドンのパラディウムシアター (en) に出演した。2人は、パラディウムシアターに出演した初のアジア系アーティストとなった。2人の活躍はステージにとどまらず、映画にもその活動を広げた。
2人は1940年に結婚した。ただし、トイによればこの結婚はロマンティックな恋愛の結果ではなく、ホテルの予約などを簡単にするには好適だったという。順調だった2人のキャリアは、1941年の真珠湾攻撃によって暗転した。日系人であるトイの両親と親戚は、ユタ州のトパーズ戦争移住センターに強制収容された。さらにウィンも陸軍に徴兵され、活動を一時停止せざるを得ない状況に追い込まれた。そして、彼女の出自が日系であることが密告によって知れ渡り、映画出演や他の出演契約も破棄された。
ウィンは復員を果たしたものの、PTSDに苦しんでいた。トイは当時の彼について、「私が踊っていた人とは別人でした」と語っている。2人は後に離婚した。
2人は1950年代初頭に舞台に復帰し、サンフランシスコのフォービドン・シティナイトクラブに1960年代まで出演した。さらに1970年代の半ばまで、アメリカを始めカナダ、ヨーロッパ、日本で公演した。
トイは実業家のレ・フォン（Les Fong）と1952年に再婚し、以後はドロシー・トイ・フォンと名乗った。しかし、この結婚も離婚という結末を迎えた。彼女はフォンとの間に2人の子をもうけた。ダンスのキャリアから退いた後、彼女はカリフォルニア州の薬局で働き、90代になるまで子どもたちのためのダンス教師を続けた。
2016年、トイを題材としたドキュメンタリー映画『Dancing Through Life』が制作された。彼女は映画内のインタビューで「私たちはダンスが大好きで、皆様にもそれが伝わったと思います」と述べた。トイは長寿を保ち、2019年7月10日にカリフォルニア州オークランドの自宅で生涯を終えた。